# V・G・エルモラーエフ記念試作設計局
V・G・エルモラーエフ記念試作設計局(イェルモラーイェフ；ロシア語:Ермолаевイルマラーイェフ、Опытное конструкторское бюро Ермолаеваオープィトナイェ・カンストルークタルスコイェ・ビュロー・イルマラーイェヴァ、ОКБ Ермолаеваオーカーベー・イルマラーイェヴァ)は、ソ連の航空機メーカーのひとつ。代表者はヴラジーミル・グリゴーリエヴィチ・エルモラーエフ(イェルモラーイェフ；Владимир Григорьевич Ермолаев)。

## 概要
V・G・エルモラーエフ記念試作設計局は、1939年に開設された。代表機は中型爆撃機のYer-2で、1940年に初飛行を果たした。大祖国戦争においてベルリンなどドイツ本土への爆撃を行い、ナチス・ドイツへ止めを刺した爆撃機と言われた。1944年12月31日にエルモラーエフがチフスで死去したことにより、翌1945年3月に設計局はスホーイの設計局に併合された。設計中であった新型の双発ジェット機はSu-9としてスホーイ設計局で完成されたが、試作に終わった。一方、Er-2の発展型であったYer-2Nも同じくスホーイ設計局へ開発が引き継がれたものの、大戦の終了の影響もあり実戦配備はなされなかった。

## 航空機
- スターリ7(Сталь-7；Stal'-7)
- DB-240(ДБ-240)
- Yer-2(Er-2)(Ер-2)
- Yer-2N(Er-2N)(Ер-2Н)
- Su-9(K)